# Irakleia (Elida)
Irakleia  este un oraș în Grecia în prefectura Elida.